# Peter Terrin
Peter Terrin, född 1968, är en nederländskspråkig Belgisk (flamländsk) författare. Terrin skriver noveller, teaterpjäser och romaner. Han debuterade 1998 med novellsamling De code (Koden). Den första romanen, Kras (Repa), kom 2001. Terrins andra roman, Blanko, en kafkaesk skildring av sorg, paranoia, bacillskräck och relationen mellan far och son, kom ut 2003 och finns även på svenska (översättning av Urban Lindström, 2006, bokförlaget Augusti). Terrins romaner och noveller anses vara präglade av Belgiens surrealistiska tradition, och visar på ett allegoriskt vis det absurda och slumpmässiga i människans tillvaro. Till Terrins främsta litterära förebilder räknas förutom Franz Kafka även Albert Camus, Willem Frederik Hermans, Raymond Carver, Willem Elsschot och Michel Houellebecq.
Peter Terrin belönades 2010 med Europeiska unionens litteraturpris för sin roman De bewaker (Väktaren). 2012 tilldelades han för sin roman Post mortem det prestigefyllda litteraturpriset AKO Literatuurprijs.
I den nederländske författaren Willem Frederik Hermans anda är Peter Terrin en passionerad samlare av skrivmaskiner, och har sedan 2009 även återgått till att använda sig av skrivmaskin i sitt yrke.

### Noveller
- 1998 – De code (Veen, Amsterdam)
- 2006 – De bijeneters (Arbeiderspers, Amsterdam)

### Romaner
- 2001 – Kras (Veen)
- 2003 – Blanco (Arbeiderspers)
- 2004 – Vrouwen en kinderen eerst (Arbeiderspers)
- 2009 – De bewaker (Arbeiderspers; eng. 2012: The Guard, MacLehose Press)
- 2012 – Post mortem (Arbeiderspers)
- 2014 – Monte Carlo (De Bezige Bij)
- 2016 – Yucca (De Bezige Bij)
- 2018 – Patricia (De Bezige Bij)
- 2021 – Al het blauw (De Bezige Bij)
- 2022 – De gebeurtenis (De Bezige Bij)